# Häuslenen
Häuslenen is een plaats in het district Frauenfeld, kanton Thurgau. De plaats telt 437 inwoners (2007) en maakt deel uit van de gemeente Aadorf.